# Leopold Bloom
Leopold Bloom è il protagonista di Ulysses di James Joyce, nel quale ha una funzione parallela a quella di Ulisse nell'Odissea omerica. Il personaggio di Bloom è basato per alcuni tratti su Italo Svevo, che fu allievo e amico di Joyce. Come l'eroe greco nell'Odissea, anche Leopold Bloom non è presente all'inizio della vicenda e appare solo nel capitolo quarto, il primo della seconda parte, corrispondente all'episodio di Calipso dell'Odissea. Joyce introduce Bloom con queste famose parole:
(James Joyce, Ulisse. Traduzione di Giulio De Angelis)

## Biografia
Nato nel 1866, Bloom è l'unico figlio di Rudolph Bloom, un ebreo ungherese nato a Szombathely con il nome di Rudolf Virág, emigrato in Irlanda (ove cambiò nome) e convertitosi al protestantesimo (in seguito suicida), e di Ellen Higgins, un'irlandese di religione protestante. Ha sposato la cantante Marion "Molly" Tweedy l'8 ottobre 1888, e da lei ha avuto una figlia, Millicent (Milly), nata nel 1889; un altro figlio, Rudolph (Rudy), nato nel dicembre 1893, è vissuto solo undici giorni. Vive con la famiglia al numero sette di Eccles Street a Dublino.
In Ulisse l'attenzione è focalizzata principalmente su Bloom e sulla sua odissea moderna attraverso le strade di Dublino durante un'unica giornata, il 16 giugno 1904, e sulle persone che incontra: nei primi tre capitoli, nel nono e, anche se in misura minore, nel settimo, la narrazione riguarda Stephen Dedalus, che corrisponde a Telemaco nell'Odissea di Bloom. Il 16 giugno è festeggiato annualmente dagli appassionati di Joyce come Bloomsday, con letture, convegni, mostre eccetera.
Nel girovagare per la città, i pensieri che preoccupano di più Bloom sono la relazione tra Molly e il suo impresario Hugh "Blazes" Boylan, e, dopo aver partecipato al funerale dell'amico Paddy Dignam, la morte del figlio Rudy. L'assenza di un figlio porta Leopold-Ulisse a prendere in simpatia Stephen-Telemaco, e a proteggere il giovane nell'ultimo episodio della seconda parte del romanzo, portandolo fuori da un bordello, accompagnandolo a casa propria e infine offrendogli un posto dove studiare e lavorare. Bloom si confronta anche con le tendenze scioviniste di molti concittadini, e rivela la sua inclinazione al voyeurismo e al masochismo. Con lo pseudonimo Henry Flower, tiene una relazione epistolare con Marta Clifford, una donna che non ha mai incontrato conosciuta tramite un'inserzione sul giornale. Bloom detesta la violenza e la sua relativa indifferenza verso il nazionalismo irlandese lo porta ad essere sempre in disaccordo con molti connazionali.

## Leopold Bloom nella cultura di massa
L'influenza del personaggio joyciano è tale da essere rilevante anche al di fuori della letteratura:
- il regista-scrittore Mel Brooks ha adottato il nome "Leo Bloom" per il grigio contabile nel suo film-musical The Producers
- il fondatore dei Pink Floyd Roger Waters nomina Leopold Bloom nella sua canzone Flickering Flame[3] seduto con Molly Malone.
- nel libro di Jon Stewart The Daily Show with Jon Stewart Presents America (The Book): A Citizen's Guide to Democracy Inaction, una parodia di un libro di testo di educazione civica, Leopold Bloom è menzionato nel capitolo Writing your Congressman. In questo capitolo Stewart ci suggerisce che per scrivere una lettera ad un uomo del Congresso degli Stati Uniti d'America che non si è mai sentito nominare si può utilizzare una delle seguenti combinazioni: "Io vivo nella sua circoscrizione e la voterò / ho programmato di votarla / mi sveglierò l'Election Day con tutte le intenzioni di votarla ma, come il Leopold Bloom di Joyce, la mia giornata mi trascinerà inevitabilmente in ogni direzione tranne quella verso la quale intendo andare".
- Jovanotti cita Leo Bloom nella sua canzone Il Boom[4].